# Beaumont Asquith
Beaumont Asquith (Wakefield, 16 settembre 1910 – Barnsley, 12 aprile 1977) è stato un calciatore inglese, di ruolo attaccante.

## Carriera

### Club
Tra il 1933 e il 1950 ha giocato con Barnsley, Manchester United e Bradford City.

## Palmarès

### Club

#### Competizioni nazionali
- Third Division North: 2

Barnsley: 1933-1934, 1938-1939